# Jezioro Tuchlińskie
Tuchlińskie Jezioro (kaszb.Tëchlëńscze Jezoro) – jezioro rynnowe na Pojezierzu Kaszubskim w powiecie kartuskim (województwo pomorskie). Jezioro znajduje się na turystycznym  szlaku Kamiennych Kręgów.
Wysokość zwierciadła 167,4 m n.p.m., ogólna powierzchnia: 31,69 ha